# ISO 3166-2:TG
ISO 3166-2:TG es la entrada para Togo en ISO 3166-2, parte de los códigos de normalización ISO 3166 publicados por la Organización Internacional de Normalización (ISO), que define los códigos para los nombres de las principales subdivisiones (p.ej., provincias o estados) de todos los países codificados en ISO 3166-1.
En la actualidad, para Togo los códigos ISO 3166-2 se definen para 5 regiones.
Cada código consta de dos partes, separadas por un guion. La primera parte es TG, el código ISO 3166-1 alfa-2 para Togo. La segunda parte tiene una letra.

## Códigos actuales
Los nombres de las subdivisiones se ordenan según el estándar ISO 3166-2 publicado por la Agencia de Mantenimiento ISO 3166 (ISO 3166/MA).
Pulsa sobre el botón en la cabecera para ordenar cada columna.
| Código | Nombre de la subdivisión (fr) | Nombre de la subdivisión (es) |
| ------ | ----------------------------- | ----------------------------- |
| TG-C   | Centrale                      | Central                       |
| TG-K   | Kara                          | Kara                          |
| TG-M   | Maritime (Région)             | Marítima                      |
| TG-P   | Plateaux                      | Altiplano                     |
| TG-S   | Savanes                       | Sabanas                       |